# Мустафа Мијајловић
Мустафа Мијајловић (рођен 1972. године у Тузли, СР БиХ, СФРЈ, рођен са именом Марјан Мијајловић) је босанскохерцеговачки спортски коментатор. По начину коментарисања је јединствен на простору бивше Југославије. Има груб и храпав глас, који подсећа на бразилске и турске коментаторе. Познат је по томе што је босанскохерцеговачком репрезентативцу Џеки дао надимак Дијамант  за време утакмице Белгија - Босна и херцеговина, а босанскохерцеговачкој репрезентацији дао надимак Ћирини змајеви. У клупском фудбалу ради преносе немачке прве и друге лиге, италијанске Серије А, аустријске прве лиге. Каријеру је започео на српском Спорт клубу, потом је радио за Хајат ТВ, а тренутно ради на Федералној телевизији. Навија за Карл Цајс Јена, Галатасарај, Арсенал, Вест Хем, Грасхоперс и Славију из Прага. Осим матерњег језика, течно говори и немачки језик.

## Приватни живот
Мијајловић се преселио у Београд 1992. године, али се вратио поново у Сарајево 2009. године. Прешао је на Ислам 2016. године и променио је своје име у Мустафа.